# Bonaldo
Bonaoaldo  è un nome proprio di persona italiano maschile.

## Varianti
- Maschili: Bonoaldo[1], Bonando[2][3]

### Varianti in altre lingue
- Germanico: Bonoald[4], Bonald[4]
- Latino: Bonoaldus[1], Bonualdus[2], Bonaldus[2]

## Origine e diffusione
Nome assai diffuso durante il Medioevo ma oggi di scarsissima diffusione, è attestato soprattutto in Italia centro-settentrionale, specie in Toscana. 
Si tratta di un nome di origine germanica, formato dagli elementi bon (dal significato incerto, forse "uccisore") e vald ("dominare", "regnare"); alternativamente, può anche risultare da un'elaborazione del nome Bono o da una combinazione dello stesso con la già citata radice germanica vald.

## Onomastico
Il nome è adespota, cioè non ci sono santi che lo portano, quindi l'onomastico ricade il 1º novembre, giorno di Ognissanti.

## Persone
- Bonaldo Giaiotti, basso italiano
- Bonaldo Stringher, politico ed economista italiano